# كيم كريستينسن
كيم كريستينسن (بالدنماركية: Kim Christensen)‏ (16 يوليو 1979 الدنمارك - ) هو لاعب كرة قدم دانمركي، يلعب كحارس مرمى.

## وصلات خارجية
كيم كريستينسن على موقع اتحاد السويد (السويدية)
- كيم كريستينسن على موقع قاعدة بيانات كرة القدم.إي يو (الإنجليزية)
- كيم كريستينسن على موقع ليكيب (الفرنسية)
- كيم كريستينسن على موقع ناشيونال فوتبول تيمز (الإنجليزية)
- كيم كريستينسن على موقع Soccerway.com (الإنجليزية)
- كيم كريستينسن على موقع عالم كرة القدم.نت (الإنجليزية)
- كيم كريستينسن على موقع AS.com (الإسبانية)